# Marcus Götz
Marcus Götz (* 10. März 1987 in Gävle) ist ein deutsch-schwedischer Eishockeyspieler, der seit 2022 bei den Hannover Scorpions in der Eishockey-Oberliga unter Vertrag steht.

## Karriere
Marcus Götz begann seine Laufbahn im Nachwuchsbereich des Brynäs IF, wo er 2003 in der U18- und von 2003 bis 2007 in der U20-Mannschaft spielte. In den Spielzeiten 2005/06 und 2006/07 brachte er es auf insgesamt 3 Einsätze in der höchsten schwedischen Spielklasse. Von 2007 bis 2010 spielte der Verteidiger für die IF Troja-Ljungby, wobei er fast ausschließlich auch für die Herrenmannschaft in der drittklassigen Division I und ab 2008 in der zweitklassigen HockeyAllsvenskan zum Einsatz kam. 
Zwischen 2010 und 2013 stand Götz für die Schwenninger Wild Wings in der 2. Bundesliga in Deutschland auf dem Eis.
Im Mai 2014 nahmen ihn die Starbulls Rosenheim aus der DEL2 für die Saison 2014/15 unter Vertrag.
Zwischen 2017 und 2021 stand Götz bei den Heilbronner Falken in der DEL2 unter Vertrag und agierte teils als Assistenzkapitän. Seit 2021 steht er beim EC Bad Tölz unter Vertrag.
Zur Saison 2022/2023 wechselte Götz aus Bad Tölz zu den Scorpions aus Hannover in die Oberliga Nord.

## Erfolge und Auszeichnungen
- 2008 Meister der schwedischen Division I mit IF Troja-Ljungby